# Bokermannohyla astartea
Espèce
Synonymes
- Hyla astartea Bokermann, 1967

Statut de conservation UICN

 LC  : Préoccupation mineure
Bokermannohyla astartea est une espèce d'amphibiens de la famille des Hylidae.

## Répartition
Cette espèce est endémique du Brésil. Elle se rencontre entre 700 et 1 000 m d'altitude dans la Serra do Mar et la Serra da Mantiqueira dans l'est de l'État de São Paulo, le Sud du Minas Gerais et dans l'État de Rio de Janeiro.

## Publication originale
- Bokermann, 1967 : "Hyla astartea", nova espécie da Serra do Mar em São Paulo (Amphibia, Hylidae). Revista Brasileira de Biologia, vol. 27, p. 157-158.